# Peter Zerr
Peter Zerr (* 19. November 1959) ist ein ehemaliger deutscher Fußballspieler.

## Karriere
In der Saison 1983/84 absolvierte Peter Zerr ein Spiel für Eintracht Braunschweig in der Bundesliga, als er am 23. Spieltag gegen den FC Bayern München in der 71. Minute für Günter Keute eingewechselt wurde. Die Münchner gewannen das Spiel mit 6:0, fünf Tore erzielte Dieter Hoeneß. Es blieb Zerrs einziger Einsatz im deutschen Oberhaus. Seine nächsten Stationen waren der TSV Havelse, der MTV Gifhorn sowie der Wolfenbütteler SV. Insgesamt bestritt er für diese Vereine 195 Spiele in der Oberliga Nord und schoss dabei 65 Tore.